# Óscar Ruiz
Óscar Julián Ruiz Acosta (Villavicencio, 1º novembre 1969) è un ex arbitro di calcio colombiano.

## Carriera
È riuscito fin da giovanissimo a conquistare un posto di primo piano nel panorama dei direttori di gara mondiali, come dimostrato dalle numerose designazioni prestigiose, e dal fatto che per ben 5 volte (2000, 2002, 2003, 2004 e 2005) è risultato come il miglior direttore di gara sudamericano secondo le annuali classifiche redatte dalle IFFHS, relativamente al premio "miglior arbitro dell'anno".
Nominato internazionale all'età di soli 26 anni, già nel 1999 viene designato per la finale di Copa América per nazioni sudamericane tra Brasile e Uruguay (arbitra anche nelle edizioni del 1995, 2001, 2004 e 2007).
Nel 2000 la sua ascesa continua con la finale della Coppa Intercontinentale tra Real Madrid e Boca Juniors.
Nel 2002, arriva la selezione per i mondiali di calcio in Corea e Giappone: in una rassegna iridata funestata da molti arbitraggi mediocri e sospetti, Ruiz risulterà uno dei migliori fischietti del torneo (assieme all'italiano Pierluigi Collina, allo svizzero Urs Meier ed al danese Kim Milton Nielsen), e arbitra in tutto 3 gare, ovvero Corea del Sud-Polonia, Turchia-Cina ed il quarto di finale tra la Turchia e il Senegal.
Quattro anni più tardi, dopo aver preso parte anche ai mondiali di calcio FIFA under 17 in Perù del 2005 e alla Gold Cup sempre nel 2005, si presenta ancora una volta ai mondiali di calcio in Germania, nutrendo grandi speranze di aggiudicarsi la finale (infatti per la rotazione geopolitica in vigore all'interno della FIFA, si dava per scontato alla vigilia che la finalissima non sarebbe andata ad un arbitro europeo, come invece era accaduto nel 2002). Ruiz trova un inadeguato arbitraggio in occasione della partita Paesi Bassi-Costa d'Avorio, che sarebbe rimasta l'unica sua presenza in quel Mondiale, la cui finale sarebbe invece finita all'argentino Horacio Marcelo Elizondo.
Nel dicembre 2006, un po' a sorpresa viste le prestazioni non entusiasmanti dell'ultimo periodo, viene designato per la semifinale del Mondiale per club FIFA, tra i messicani dell'América ed il Barcellona. Ha all'attivo anche quattro finali di Copa Libertadores (2002, 2003, 2007 e 2010), due di Copa Sudamericana (nel 2007 e nel 2010) e due di Recopa Sudamericana (nel 2006 e nel 2007).
In carriera vanta anche la partecipazione al torneo Fifa Confederations Cup del 1999 (in Messico) e del 2001 (in Corea del Sud e Giappone), al Campionato mondiale per club FIFA del 2000 (in Brasile) e ai mondiali under 20 del 2003 (negli Emirati Arabi Uniti) e del 2005 (nei Paesi Bassi).
Nel settembre 2009 viene convocato, per la terza volta, al Campionato mondiale di calcio Under-20 in programma in Egitto.
È l'unico arbitro colombiano inserito nella lista dei 30 ufficialmente convocati per i Mondiali di calcio in Sudafrica nel 2010 e tale esperienza è per lui la terza consecutiva (primato detenuto assieme ad altri 18 fischietti della storia): qui dirige due partite, ovvero Grecia-Nigeria e Francia-Sudafrica.
Al termine della stagione 2010/2011 annuncia il ritiro dall'attività per diventare istruttore FIFA, e dal 1º gennaio 2012 entra a far parte ufficialmente della Commissione Arbitrale.
Nel gennaio 2012 viene denunciato dal collega German Mauricio Sanchez per presunte molestie sessuali risalenti ad un episodio del 2010, ma Ruiz respinge le accuse.